# ライアン・ラドマノビッチ
ライアン・アシュリー・ラドマノビッチ（Ryan Ashley Radmanovich、1971年8月9日 - ）は、カナダ・アルバータ州カルガリー出身の元プロ野球選手（外野手）。右投左打。

## 経歴
1993年のMLBドラフト14巡目（全体401位）でミネソタ・ツインズから指名を受けてプロ入り。
1996年にAA級に初昇格。ハードウェア・シティ・ロック・キャッツで125試合に出場し、打率.280、25本塁打、86打点、4盗塁の成績を残した。
1997年にAAA級に初昇格。ソルトレイク・バズで133試合に出場し、打率.264、28本、78打点、11盗塁の成績を残した。
1998年にシアトル・マリナーズに移籍。4月13日のクリーブランド・インディアンス戦でメジャーデビュー。22打数1安打と結果を残せずに5月にマイナーに降格。AAA級タコマ・レイニアーズで110試合に出場して打率.300をマークし、9月に再昇格。再昇格後は打率.298、2本塁打と結果を残した。
1999年以降は再びマイナーリーグでプレー。2000年にサンディエゴ・パドレスに移籍、2001年シーズン中にピッツバーグ・パイレーツに移籍したが、メジャーに復帰することはなかった。
2003年はメキシカンリーグのモンテレイ・サルタンズに入団。41試合に出場し、打率.301、2本塁打、20打点の成績を残した。シーズン途中にアメリカ独立リーグ・アトランティックリーグのサマセット・ペイトリオッツに移籍。ペイトリオッツには2006年まで在籍し、2005年には28本塁打、2006年には27本塁打を放った。
2007年は故郷カナダに本拠地を置くチームであるノーザンリーグのエドモントン・キャピタルズに所属。
2008年にアトランティックリーグのサマセット・ペイトリオッツに復帰。2009年は同リーグのブリッジポート・ブルーフィッシュでプレーし、同年限りで現役を引退した。
1999年のパンアメリカン競技大会、2001年のIBAFワールドカップ、2004年のアテネ五輪、2006年の第1回WBC、2008年の北京五輪にカナダ代表として出場している。

## 詳細情報

### 年度別打撃成績
| 年 度    | 球 団    | 試 合 | 打 席 | 打 数 | 得 点 | 安 打 | 二 塁 打 | 三 塁 打 | 本 塁 打 | 塁 打 | 打 点 | 盗 塁 | 盗 塁 死 | 犠 打 | 犠 飛 | 四 球 | 敬 遠 | 死 球 | 三 振 | 併 殺 打 | 打 率 | 出 塁 率 | 長 打 率 | O P S |
| -------- | -------- | ----- | ----- | ----- | ----- | ----- | -------- | -------- | -------- | ----- | ----- | ----- | -------- | ----- | ----- | ----- | ----- | ----- | ----- | -------- | ----- | -------- | -------- | ----- |
| 1998     | SEA      | 25    | 75    | 69    | 5     | 15    | 4        | 0        | 2        | 25    | 10    | 1     | 1        | 2     | 0     | 4     | 1     | 0     | 25    | 0        | .217  | .260     | .362     | .623  |
| MLB：1年 | MLB：1年 | 25    | 75    | 69    | 5     | 15    | 4        | 0        | 2        | 25    | 10    | 1     | 1        | 2     | 0     | 4     | 1     | 0     | 25    | 0        | .217  | .260     | .362     | .623  |

### 背番号
- 33 （1998年）